# Landwirtschaftliche und Veterinärmedizinische Universität des Banat

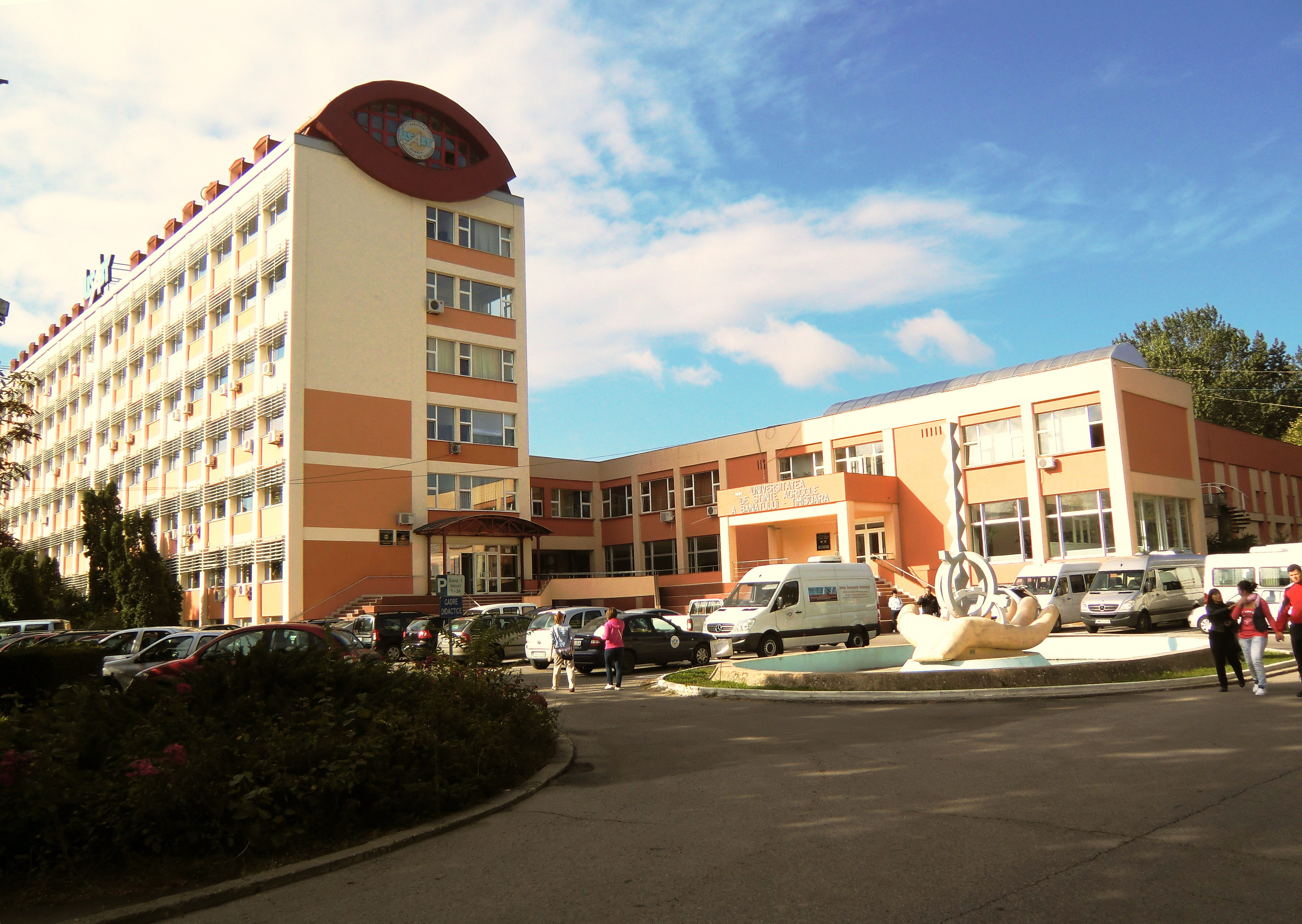
Landwirtschaftliche und Veterinärmedizinische Universität des Banat

Die Landwirtschaftliche und Veterinärmedizinische Universität des Banat „König Michael I von Rumänien“ in Timișoara (rumänisch Universitatea de Științe Agricole și Medicină Veterinară a Banatului „Regele Mihai I al României“ din Timișoara) entstand aufgrund eines königlichen Dekrets 1945 als Fakultät der Polytechnischen Universität Timișoara. Im Jahr 1990 wurde diese Fakultät ausgegliedert und unter dem Gründungsrektor Păun Otiman zur selbständigen Universität mit 6 Fakultäten ausgebaut. Seine Nachfolger waren Alexandru Moisuc (2004–2012), Paul Pirsan (2012–2016) und Cosmin Alin Popescu (seit Februar 2016).
Die Universität hat den Vorsitz im Deutsch-Rumänischen Ausbildungszentrum für Landwirtschaft in Voiteg und ist Partner im Europäischen Forschungsprojekt Biofector.

## Fakultäten
- Landwirtschaft
- Gartenbau
- Agrarökonomie
- Veterinärmedizin
- Nahrungsmittel & Verarbeitungstechnologie
- Tierhaltung & Biotechnologie

## Bekannte Partner und Förderer der USAB-TM
- Ersilia Alexa (* 1968), rumänische Hochschullehrerin der Chemie und Nahrungsmitteltechnologie
- Alin Carabet (* 1972), Professor für Phytopathologie an der USAB-TM
- Ciprian George Fora (* 1978), Universitätsprofessor für Forstwissenschaft und Leiter der Ackerbauschule Vojteg
- Heinrich Gräpel (* 1951), deutscher Agrarwissenschaftler für Phytomedizin; Dr. h. c. der USAB-TM
- Peter Hauk (* 1960), deutscher Forstmann und Landwirtschaftsminister Baden-Württembergs
- Hans-Ulrich Hege (1928–2021), deutscher Diplomlandwirt, Pflanzenzüchter und Maschinenbauer, Dr. h. c. der USAB-TM
- Rüdiger Heining (* 1968), deutscher Ökonom und ehemaliger Geschäftsführer der DEULA Baden-Württemberg
- Günter Kahnt (1929–2025), deutscher Agrarwissenschaftler für Allgemeinen Pflanzenbau
- Karl Fritz Lauer (1938–2018), deutscher Agrarwissenschaftler für Phytomedizin und Herbologie; Ehrenprofessor und Dr. h. c. der USAB-TM
- Hans-Peter Liebig (* 1945), deutscher Agrarwissenschaftler für Gartenbau und vormals Rektor der Universität Hohenheim
- Alexandru Pavel Moisuc (* 1942), Rektor USAB-TM 2004–2012
- Păun Otiman (* 1942), Gründungsrektor der USAB-TM 1990–2004
- Paul Pirsan (* 1956), Rektor USAB-TM 2012–2016
- Margarita von Rumänien (* 1949), älteste Tochter des Namensgebers der Universität Michael I. von Rumänien erhielt 2015 eine Ehrenpromotion der USAB-TM
- Cosmin Salasan (* 1970), Professor für Agrarmanagement und Beratung an der USAB-TM
- Erwin Teufel (* 1939), deutscher Politiker der CDU und ehemaliger Ministerpräsident Baden-Württembergs; Dr. h. c. der USAB-TM
- Teodor Ioan Trașcă (* 1973), Universitätsprofessor,  PhD-Koordinator in Lebensmittel-Engineering, Dekan der Fakultät für Lebensmitteltechnologie (2008–2012) und Vizerektor der USAB-TM (2012–2016)
- Gerhard Weiser (1931–2003), deutscher Politiker der CDU und Landwirtschaftsminister Baden-Württembergs; Dr. h. c. der USAB-TM